# Jedna si jedina
Jedna si jedina bivša je državna himna Republike Bosne i Hercegovine.
Na melodiju popularne sevdalinke "S one strane Plive" stihove za himnu napisao je Edin Dervišhalidović: ta je pjesma kao himna službeno bila usvojena 24. studenog 1995. i bila je aktualna sve do 1998. godine kada je zamijenjena današnjom himnom Bosne i Hercegovine, poznatom kao Intermezzo.

## Stihovi
Bošnjački:
Zemljo tisućljetna
Na vjernost ti se kunem
Od mora do Save
Od Drine do Une
Jedna si jedina
Moja domovina
Jedna si jedina
Bosna i Hercegovina
Bog nek' te sačuva
Za pokoljenja nova
Zemljo mojih snova
Mojih pradjedova
Jedna si jedina
Moja domovina
Jedna si jedina
Bosna i Hercegovina
Teško onoj ruci
Koja ti zaprijeti
Sinovi i kćeri
Za te će umrijeti
Jedna si jedina
Moja domovina
Jedna si jedina
Bosna i Hercegovina
Hrvatski:
Zemljo tisućljetna
Na vjernost ti se kunem
Od mora do Save
Od Drine do Une
Jedna si jedina
Moja domovina
Jedna si jedina
Bosna i Hercegovina
Bog nek' te sačuva
Za pokoljenja nova
Zemljo mojih snova
Mojih pradjedova
Jedna si jedina
Moja domovina
Jedna si jedina
Bosna i Hercegovina
Teško onoj ruci
Koja ti zaprijeti
Sinovi i kćeri
Za te će umrijeti
Jedna si jedina
Moja domovina
Jedna si jedina
Bosna i Hercegovina

### Druga verzija
Bošnjački:
Preko tamnih gora
Od Save do mora
Na vjernost ti se kunem
Od Drine do Une
Jedna si jedina
Naša domovina
Jedna si jedina
Bosna i Hercegovina
Teško onoj ruci
Koja ti zaprijeti
Sinovi i kćeri
Za te će umrijeti
Jedna si jedina
Naša domovina
Jedna si jedina
Bosna i Hercegovina
Bog nek' te sačuva
Za pokoljenja nova
Zemljo krvi naše
Naših pradjedova
Jedna si jedina
Naša domovina
Jedna si jedina
Bosna i Hercegovina
Hrvatski:
Preko mračnih gora,
Od Save do mora,
Na vjernost ti se kunem,
Od Drine do Une.
Jedna si jedina
Naša domovina
Jedna si jedina
Bosna i Hercegovina
Teško onoj ruci,
Koja ti zaprijeti,
Sinovi i kćeri,
Za te će umrijeti.
Jedna si jedina
Naša domovina
Jedna si jedina
Bosna i Hercegovina
Bog nek' te sačuva,
Za pokoljenja nova,
Zemljo krvi naše,
Naših pradjedova.
Jedna si jedina
Naša domovina
Jedna si jedina
Bosna i Hercegovina
Osim ovih postoje i ostale manje poznate verzije.

## Vanjska poveznica
- Jedna si jedina (vocal) WAV file